# Lowell Glacier
Lowell Glacier är en glaciär i Kanada.   Den ligger i territoriet Yukon, i den västra delen av landet, 4 300 km väster om huvudstaden Ottawa. Lowell Glacier ligger 966 meter över havet.
Terrängen runt Lowell Glacier är kuperad norrut, men söderut är den bergig. Lowell Glacier ligger nere i en dal som går i öst-västlig riktning. Trakten runt Lowell Glacier är nära nog obefolkad, med mindre än två invånare per kvadratkilometer.. Det finns inga samhällen i närheten.
Trakten runt Lowell Glacier är permanent täckt av is och snö.